# Neuróticos Anônimos

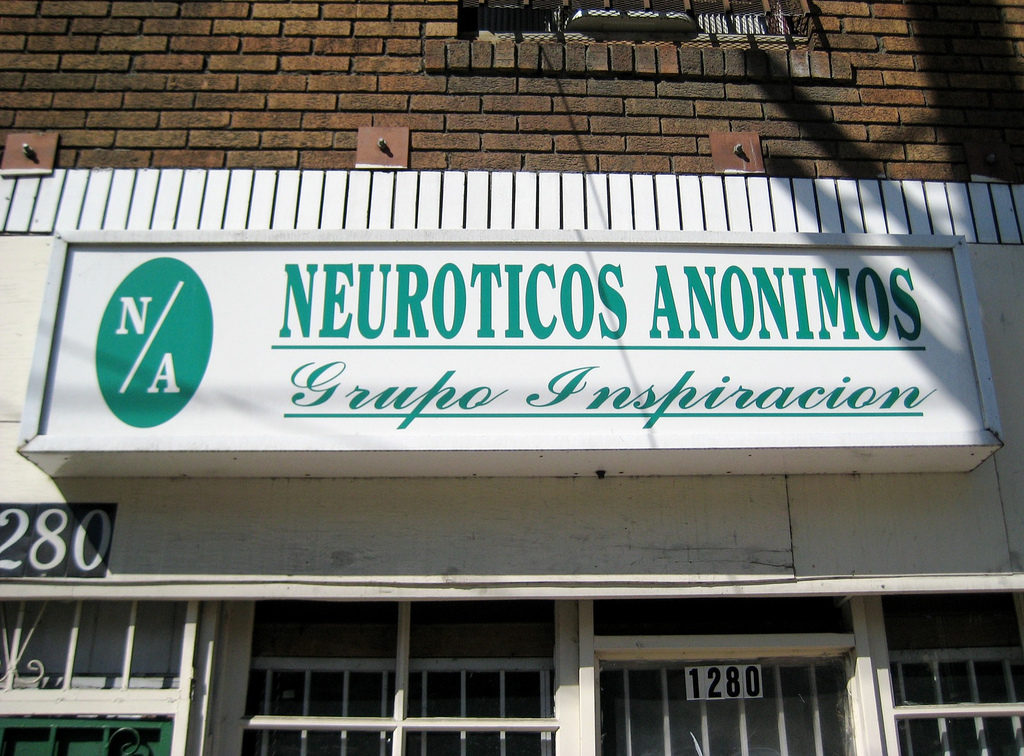
Grupo Neuróticos Anônimos de língua espanhola em Los Angeles.

Os Neuróticos Anónimos (português europeu) ou Neuróticos Anônimos (português brasileiro) (N/A) são uma comunidade voluntária e anônima de pessoas que desejam curar suas doenças mentais e emocionais, incluindo depressão, através do programa de 12 passos, espelhando-se no Alcoólicos Anônimos. Foi fundado nos Estados Unidos em 1964 por um membro do AA chamado Grover Boydston, em Washington, D.C., e no Brasil em 1969, no Carandiru em São Paulo.[carece de fontes?] Também há grupos de Neuróticos Anônimos em Portugal e em países hispano-americanos como a Argentina, Nicarágua e o México.